# 国際報時局
国際報時局（こくさいほうじきょく、フランス語: Bureau International de l'Heure; BIH）は、かつてパリ天文台に設置されていた国際機関である。世界各地の原子時計等の測定値を組み合わせて国際原子時(TAI)を定めていた。国際報時局の業務は、1987年に国際地球回転観測事業(IERS)および国際度量衡局(BIPM)に引き継がれた。

## 歴史
国際報時局の創設は、1912年の国際無線電信報時会議で決定された。翌年、国際大会の創設を通じて、国際報時局の国際的な地位を確立しようと試みられた。しかし、第一次世界大戦の勃発により、この条約は批准されなかった。世界大戦終結後の1919年、新たに設立された国際天文学連合(IAU)の委員会の1つである国際報時委員会(International Commission of Time)の執行機関となることが決定された。
1956年から1987年まで、国際報時局は天文学・地球物理学データ分析事業連合(FAGS)の一員だった。1987年、世界時の測定値を組み合わせる業務はBIPMに、天体の参照系および地球の回転に関する時間の補正に関連する業務はIERSに引き継がれた。